# Sharni Vinson
Sharni Vinson (Sydney, 22 luglio 1983) è un'attrice e ballerina australiana.

## Filmografia

### Cinema
- Step Up 3D, regia di Jon Chu (2010)
- Blue Crush 2, regia di Mike Elliott (2011)
- You're Next, regia di Adam Wingard (2011)
- Shark 3D (Bait), regia di Kimble Rendall (2012)
- Patrick: Evil Awakens, regia di Mark Hartley (2013)
- Dragon Blade - La battaglia degli imperi (Tian jiang xiong shi), regia di Daniel Lee (2015)
- From a House on Willow Street, regia di Alastair Orr (2016)

### Televisione
- Home and Away – soap opera, 129 episodi (2001-2008)
- My Boys – serie TV, episodio 2x04 (2008)
- CSI: NY – serie TV, episodio 4x21 (2008)
- NCIS - Unità anticrimine (NCIS) – serie TV, episodio 6x13 (2009)
- Cold Case - Delitti irrisolti (Cold Case) – serie TV, episodio 7x14 (2010)
- The Guardians of Justice – serie TV (2022)

## Doppiatrici italiane
- Perla Liberatori in Step Up 3D, You're Next
- Ilaria Latini in Cold Case - Delitti irrisolti
- Rossella Acerbo in Blue Crush 2
- Alessia Amendola in Shark 3D
- Giulia Bersani in The Guardians of Justice